# 姚最
姚 最（よう さい、536年 - 602年）は、北周から隋にかけての学者・官僚。字は士会。本貫は呉興郡武康県。

## 経歴
南朝梁にて姚僧垣の次男として生まれた。成長すると、経書や史書に広く通じ、著述を好んだ。19歳のとき、父に従って長安に入った。北周の明帝が麟趾殿に学徒を集めると、姚最は麟趾殿学士となった。ほどなく斉王宇文憲の下で府水曹参軍となり、記室の事務をつかさどった。宇文憲の計らいにより、天和年間になって初めて、家業である医術を学んだ。十数年かけてこれを会得した。宣帝が即位すると、宇文憲が反乱を計画した嫌疑で処刑された。楊堅が宰相となると、宇文憲の名誉は回復されたが、姚最は宇文憲に受けた恩義を忘れず、宇文憲の功績を記録にまとめて史局に送り届けた。
581年（開皇元年）、隋が建国されると、太子門大夫に任じられた。583年（開皇3年）、父が死去すると、官を辞して喪に服した。喪が明けると、北絳郡公の爵位を嗣ぎ、再び太子門大夫となった。
蜀王楊秀の友に任じられ、楊秀が益州に赴任すると、姚最はその下で府司馬をつとめた。南朝陳が平定されると、兄の姚察が長安に入ったため、姚最は兄に封爵を譲った。602年（仁寿2年）に楊秀が罪に問われると、姚最は不法な事案は全て自分のしたことで、王は知らなかったのだと言い張った。訊問を繰り返し受けても、前言を翻さず、ついに処刑された。享年は67。著書に『梁後略』10巻・『序行記』10巻・『述系伝』1巻・『本草音義』3巻があり、当時に通行した。

## 伝記資料
- 『周書』巻47 列伝第39
- 『北史』巻90 列伝第78